# Европски шампионат у шаху 1980, мушкарци

## Лична карта турнира
7° европски тимски шаховски шампионат
| Датум:                              | 18. - 27. јануар 1980. |
| Место:                              | Скара                  |
| Место одигравања:                   |                        |
| Држава:                             | Шведска                |
| Председник организационог комитета: | /                      |
| Главни судија:                      |                        |
| Број тимова у финалу:               | 8                      |
| Број играча:                        | 80                     |
| Број одиграних партија:             | 224                    |

Финални турнир 7° европског тимског шаховског шампионата одржао се у Скари, Шведска. Циклус такмичења је смањен са три на четири године. 20 тимова је узело учешће, а СССР се директно квалификовао за завршне борбе као победник претходног првенства. У прелиминарним борбама Енглеска је избацила Западну Немачку иако је изгубила међусобни меч резултатом 7½ : 8½ због бољег скора у мечу са Велсом. У трећој групи Израел се квалификовао за завршне борбе победивши 4½ : 3½. У шестој квалификационој групи Шведска је декласирала Румунију са 6½ : 1½ и заједно са Мађарском се квалификовала за финале и победа против Мађара у последњем колу није помогло Румунији да се квалификује.
Врхунски светски шахисти су учествовали на првенству. Тимови СССР-а и Мађарске су имали специјалне припреме уочи првенства. Енглези су послали свој најбољи тим спонзорисан од банке Duncan Lawrie. Четрнаестогодишњи Шорт је био одсутан због обавеза у школи. СССР је дошао са тимом који је имао просечни рејтин 2631, Мађарска 2554 и Југославија 2520.
Првог такмичарског дана Карпов сензационално губи од Мајлса после 1… а6??!!. Шведска се постарала за друго изненађење победивши Мађарску са 4½ : 3½. Чехословачка игра лоше против Израела и губи са 5 : 3 другог дана. И СССР има лош дан и игра нерешено са Мађарима. Следећег дана СССР показује праву снагу и побеђује Шведску са 6 : 2. Израел губи од Југославије која је у том тренутку прва заједно са СССР-ом. Петог дана се Енглеска постарала за изненађење и побеђује Југославију са 6 : 2. После овог дана СССР ја био први са 25½, Југославија друга са 21½ и трећи Израел и Енглеска са 21 поен. У следећем колу СССР лако побеђује Израел са 6 : 2, а Мађарска врло тешко побеђује Југославију са 4½ : 3½. Енглеска побеђује Шведску и престиже Југославију на другом месту. Последњи такмичарски дан је био прави хорор. Југославија губи од СССР-а 5 : 3, Мађарска побеђује Енглеску са 5 : 3. Ова два тима освајају сребрну и бронзану медаљу док Југославија пада на четврто место. Бугарска побеђује Израел и заузима пето место.

## Прелиминарне борбе
| №  | Држава      |
| -- | ----------- |
| 1. | Југославија |
|    | Шпанија     |
|    | Алжир       |
| /  |             |

| №  | Држава   | 1   | 2  | 3    | Σ    | +   | = | - |   |
| -- | -------- | --- | -- | ---- | ---- | --- | - | - | - |
| 1. | Енглеска |     | 7½ | 14.0 | 5.0  | 21½ | 1 | 0 | 1 |
| 2. | Немачка  | 8½  |    | 12½  | 21.0 | 2   | 0 | 0 |   |
| 3. | Велс     | 2.0 | 3½ |      | 5½   | 0   | 0 | 2 |   |
| /  |          |     |    |      |      |     |   |   |   |

| №  | Држава    | 1  | 1   | 2   | 2   | 3   | 3   | Σ    | + | = | - |
| -- | --------- | -- | --- | --- | --- | --- | --- | ---- | - | - | - |
| 1. | Израел    |    |     | 4½  | 4.0 | 4½  | 6.0 | 19.0 | 3 | 1 | 0 |
| 2. | Холандија | 3½ | 4.0 |     |     | 6.0 | 5½  | 19   | 2 | 1 | 1 |
| 3. | Аустрија  | 3½ | 2.0 | 2.0 | 2½  |     |     | 10.0 | 0 | 0 | 4 |

| №  | Држава       | 1   | 2   | 3   | Σ    | + | = | - |
| -- | ------------ | --- | --- | --- | ---- | - | - | - |
| 1. | Чехословачка |     | 10½ | 9.0 | 19½  | 2 | 0 | 0 |
| 2. | Пољска       | 5½  |     | 9½  | 15.0 | 1 | 0 | 1 |
| 3. | Швајцарска   | 7.0 | 6½  |     | 13½  | 0 | 0 | 2 |
| /  |              |     |     |     |      |   |   |   |

| №  | Држава   | 1   | 2   | 3  | 4 | Σ   | + | = | - |
| -- | -------- | --- | --- | -- | - | --- | - | - | - |
| 1. | Мађарска |     | 6.0 | 4½ |   | 9½  | 1 | 0 | 1 |
| 2. | Шведска  | 2.0 |     | 6½ |   | 8½  | 1 | 0 | 1 |
| 3. | Румунија | 4½  | 1½  |    |   | 6.0 | 1 | 0 | 1 |
| 4. | Белгија  |     |     |    |   | 6.0 | 1 | 0 | 1 |

| №  | Држава   |
| -- | -------- |
| 1. | Мађарска |
| 2. | Грчка    |
| 3. | Данска   |
| /  |          |

## Турнирска табела - финалне борбе
| №  | Држава          | 1   | 2   | 3   | 4   | 5   | 6   | 7   | 8   | + | = | - |  | Поени |
| -- | --------------- | --- | --- | --- | --- | --- | --- | --- | --- | - | - | - |  | ----- |
| 1. | Совјетски Савез |     | 4.0 | 4.0 | 5.0 | 6.0 | 5½  | 6.0 | 6.0 | 5 | 2 | 0 |  | 36½   |
| 2. | Мађарска        | 4.0 |     | 5.0 | 4½  | 4.0 | 4½  | 3½  | 3½  | 3 | 2 | 2 |  | 29.0  |
| 3. | Енглеска        | 4.0 | 3.0 |     | 6.0 | 3½  | 3½  | 4.0 | 4½  | 2 | 2 | 3 |  | 28½   |
| 4. | Југославија     | 3.0 | 3½  | 2.0 |     | 5.0 | 4½  | 5½  | 4½  | 4 | 0 | 3 |  | 28.0  |
| 5. | Бугарска        | 2.0 | 4.0 | 4½  | 3.0 |     | 3.0 | 6.0 | 5.0 | 3 | 1 | 3 |  | 27½   |
| 6. | Чехословачка    | 2½  | 3½  | 4½  | 3½  | 5.0 |     | 3.0 | 4.0 | 2 | 1 | 4 |  | 24.0  |
| 7. | Израел          | 2.0 | 4½  | 4.0 | 2½  | 2.0 | 5.0 |     | 5.0 | 3 | 1 | 3 |  | 25.0  |
| 8. | Шведска         | 2.0 | 4½  | 3½  | 3½  | 3.0 | 4.0 | 3.0 |     | 1 | 1 | 5 |  | 23½   |

## Појединачни резултати
1. Совјетски Савез: Анатолиј Карпов (2/5), Михаил Таљ (2/5), Тигран Петросјан (2,5/5), Лав Полугајевски (4,5/7), Ефим Гелер (4/6), Јуриј Балашов (4/6), Олег Романишин (4/6), Рафаел Вагањан (4,5/6), Јусупов (3,5/4), Гари Каспаров (5,5/6)
2. Мађарска: Лајош Портиш (3,5/6), Золтан Рибли (2,5/7), Андраш Адорјан (3,5/7), Ђула Сакс (3,5/7), Иштван Чом (3/5), Фараго (3,5/6), Вадаш (2,5/5), Јожеф Пинтер (4,5/7), Лукач (2/4), Хазаи (1,5/5)
3. Енглеска: Тони Мајлс (4,5/7), Стин (4,5/7), Џон Нан (5/7), Џон Спилман (3,5/6), Рејмонд Кин (4,5/7), Вилијам Хартсон (0,5/5), Џонатан Местел (4/6), Јана Белин (1/3), Џон Литлвуд (0/3), Самон Веб (1,5/5)
4. Југославија: Љубомир Љубојевић (3,5/7), Светозар Глигорић (5,5/7), Борислав Ивков (3,5/6), Драгољуб Велимировић (1,5/5), Курајица (2,5/6), Марјановић (3,5/7), Немет (1/4), Крунослав Хулак (1,5/5), Шаховић (2,5/4), Вукић (3/5)
5. Бугарска: Евгениј Ерменков (2/6), Георги Трингов (3,5/7), Иван Радулов (2,5/6), Нино Киров (2,5/5), Крум Георгијев (1,5/4), Петар Великов (3/5), Инкјов (2/6), Попов (5/7), Спасов (2,5/5), Спиридонов (3/5)
6. Чехословачка: Властимил Хорт (3/7), Јан Смејкал (4/7), Властимил Јанса (2,5/6), Јан Плахетка (3,5/7), Едуард Прандштетер (1/5), Фтачник (6/7), Лехтински (1/5), Јан Сикора (1,5/4), Хауснер (2/4), Прибил (1,5/4)
7. Израел: Либерзон (3,5/7), Гринфелд (3,5/7), Блајман (3/7), Каган (2/7), Крајдман (4,5/7), Бирбојм (4/7), Балшан (1/5), Ледерман (2/5), Бернштајн (1,5/4)
8. Швајцарска: Улф Андерсон (4/7), Карлсон (2/7), Шнајдер (3/7), Ведберг (2,5/5), Шуслер (0,5/4), Орнштајн (3,5/6), Никласон (1/5), Јансон (1,5/4), Ренман (1,5/5), Кајсаури (3,5/5)